# Aaptos duchassaingi
Aaptos duchassaingi is een sponssoort in de taxonomische indeling van de gewone sponzen (Demospongiae). Het lichaam van de spons bestaat uit kiezelnaalden en sponginevezels, en is in staat om veel water op te nemen. 
De spons komt uit het geslacht Aaptos en behoort tot de familie Suberitidae. Aaptos duchassaingi werd in 1889 voor het eerst wetenschappelijk beschreven door Topsent.